# Moviments armats a Còrsega
Aquest és un llistat de moviments armats de Còrsega en l'època moderna (vegeu també Història de Còrsega).
- ALNC, Exèrcit d'Alliberament Nacional de Còrsega (sorgit el 1983, després de la dissolució pel govern francès del FLNC)
- ANC, Exèrcit Nacional Cors (fundat el 1990)
- APC, Associació de Patriotes cors (fundat el 1976, convertit en partit polític com Unione di u Populo Corsu UPC el 17 de juliol de 1977)
- ARC, Acció pel Renaixement de Còrsega (fundat el 1967, originà l'APC el 1976)
- FLNC, Front d'Alliberament Nacional de Còrsega (fundat el 1976, continuació de l'Exèrcit Revolucionari Cors fundat uns anys abans, però sorgit de la unió del PC-PCPA, el FPCL i GP)
- FRC, Front Regional Cors (convertit en partit el 1973 amb el nom de Partidu di Populu Corso PPC, que el 1976 es va unir a l'APC per fundar la UPC)
- FRANCIA, Front d'Acció Nova contra la Independència i l'Autonomia (fundada el 1976)
- FPCL, Front Camperol Cors d'Alliberament (fundat el 1973)
- GP, Giustizia Paolina (fundat vers 1973)
- MPAD, Moviment per l'Autodeterminació i la dissidència
- PCPA, Partit Cors per l'Autonomia (el 1974 es va fusionar amb el Partit Cors)
- PC, Partit Cors (autonomista, fundat el 1927)
- R, Resistència (sorgit a principis dels vuitanta)